# 다리 위의 남녀
《다리 위의 남녀》는 2004년 1월 2일에 MBC에서 방영한 베스트극장이다.

## 등장 인물

### 주요 인물
- 이상우 : 종태 역
- 전혜진 : 유리 역

### 주변 인물
- 이정섭 : 사무장 역
- 박은수 : 보스 역
- 정한헌 : 형사 역

### 그 외 인물
- 정대홍
- 이숙
- 홍여진
- 문예지
- 이상미
- 김정수
- 오정석 : 형사 역
- 김산하
- 양현태
- 염재욱
- 손지연
- 유지은
- 이재영
- 김진형
- 오갑석
- 조영신
- 송가영
- 조수연 (아역)
- 이동호 (아역)
- 스턴트

서범석, 박근석, 김종준, 정희준, 송민석